# Luminate Data
Luminate Data (precedentemente conosciuta come MRC Data o Nielsen Soundscan) è un sistema di informazione e di tracciamento delle vendite creato da Mike Fine e Mike Shalett. Esso è il metodo ufficiale di tracciamento di singoli discografici, album e video musicali nelle classifiche Billboard. I dati vengono raccolti settimanalmente e resi disponibili ogni mercoledì agli abbonati, che includono fra gli altri le etichette discografiche, i dirigenti e gli agenti degli artisti attivi in ambito musicale.
L'azienda ha cominciato a registrare le vendite per le classifiche musicali Billboard il 1º marzo 1991, contribuendo alla Billboard Hot 100 e alla Billboard 200. I dati vengono raccolti dai registratori di cassa di oltre 14.000 negozi musicali tradizionali e non (ad esempio, negozi on-line per il download di musica digitale).
La RIAA utilizza un proprio sistema differente di tracciamento delle vendite.